# Panino

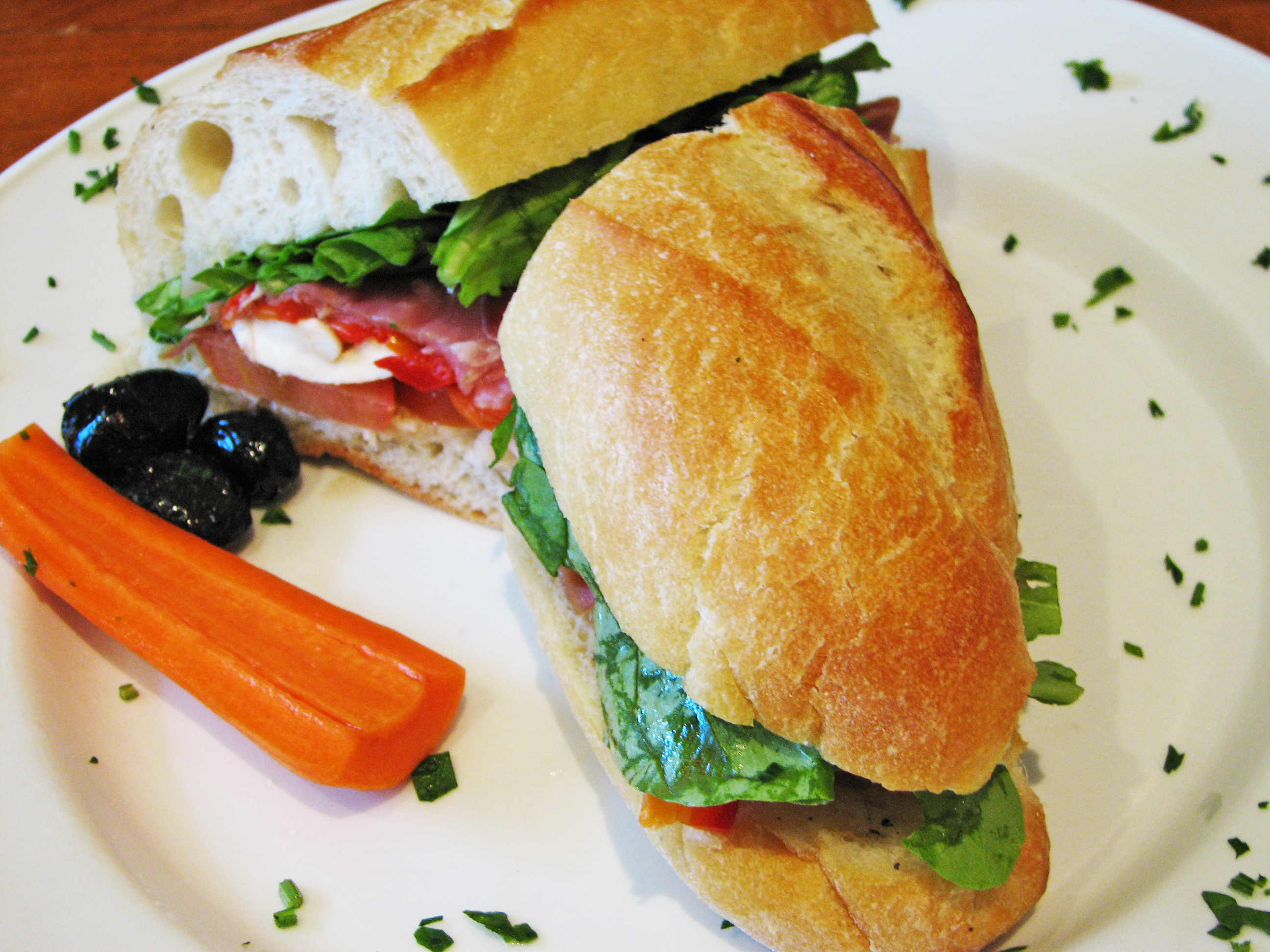
Panino terracina. Główne składniki to prosciutto (szynka), arugula (rukola), i bocconcini (mozzarella).

Panino [paˈni.no] – kanapka zrobiona z kromek chleba, najczęściej ciabatty. Bochenek najczęściej krojony poziomo. Do kanapki dodaje się salami, szynkę, mięso, ser, itp. Niekiedy podawana na ciepło.
Słowo to (po włosku dokładnie "mały kawałek chleba") może oznaczać bułkę lub kanapkę. Liczba mnoga to panini, ale często liczby mnogiej używają rozmówcy innych języków, zapożyczając słowo. 
Paninoteca to bar kanapkowy.
"Panini" to także marka grillów, robionych specjalnie do grillowania tych kanapek.